# Mike Cowley
Michael Joseph „Mike“ Cowley (* 8. November 1941 in Cumbria) ist ein ehemaliger britischer Radrennfahrer.

## Sportliche Laufbahn
Cowley war Teilnehmer der Olympischen Sommerspiele 1964 in Tokio. Im Mannschaftszeitfahren belegte das britische Team mit Bob Addy, Mike Cowley, Derek Harrison und Colin Lewis den 15. Rang. Im olympischen Straßenrennen wurde er als 51. klassiert.
Als Amateur gewann er neben britischen Eintagesrennen und Kriterien 1964 zwei Etappen im Milk Race, das er auf dem 4. Rang der Gesamtwertung beendete. 1966 siegte er erneut auf zwei Tagesabschnitten diese Etappenrennens.
Von 1968 bis 1971 war er als Berufsfahrer aktiv und gewann einige Rennen auf der britischen Insel.